# Asmate petiti
Asmate petiti är en fjärilsart som beskrevs av Loritz 1946. Asmate petiti ingår i släktet Asmate och familjen mätare. Inga underarter finns listade i Catalogue of Life.